# (1997) Leverrier
(1997) Leverrier (1963 RC; 1940 SF; 1950 TS3; 1953 QB; 1973 SX4; 1973 UF) ist ein Asteroid des Hauptgürtels, der am 14. September 1963 im Goethe-Link-Observatorium im Rahmen des Indiana Asteroid Program entdeckt wurde.
Er ist nach dem französischen Mathematiker und Astronomen Urbain Le Verrier benannt.